# Charlotte von Hagn
Pour les articles homonymes, voir Hagn.

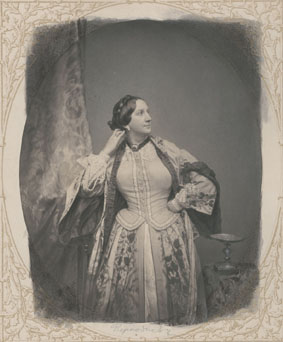
Photographie de Charlotte von Hagn par Franz Hanfstaengl

Charlotte von Hagn, née le 23 mars 1809 à Munich et morte le 23 avril 1891 dans cette même ville, est une actrice bavaroise de l'époque Biedermeier.

## Biographie
Charlotte von Hagn est la fille d'un négociant munichois, Carl von Hagn, et de son épouse, née Josepha Schwab. Son frère cadet est le peintre Ludwig von Hagn. Elle fait ses débuts au théâtre de la cour en 1828 et rencontre tout de suite les faveurs du public. Elle est engagée et joue également au Burgtheater de Vienne, à Dresde, à Berlin ou à Budapest.
Elle joue de 1833 à 1846 sur les scènes berlinoises (notamment le Schauspielshaus du Gendarmenmarkt) et fait des tournées à Saint-Pétersbourg, à Budapest et à Hambourg. Ses apparitions sur scène donnent lieu à de véritables ovations. Elle est louée pour sa grâce, son port dû à son long cou fin et son teint, mais aussi pour son jeu pour la comédie et les pièces de conversation. Sa rivale depuis Saint-Pétersbourg est Caroline Bauer qui joue au théâtre de Dresde et le public se partage entre les admirateurs des deux divas. Elle est moins douée en tragédienne, mais elle est surnommée grâce à sa vivacité la « Déjazet allemande ».
Elle épouse au printemps 1848 un propriétaire terrien, Alexander von Oven, et se retire de la scène. Cependant elle se sépare de lui en 1851. Elle habite ensuite à Gotha et revient dans sa vieillesse habiter Munich, où elle meurt en 1891. Elle est enterrée au vieux cimetière du Sud (Alter Südfriedhof), sous le nom de Charlotte von Oven. Sa tombe est préservée.
Charlotte von Hagn a eu une liaison avec Franz Liszt qui la surnommait la concubine de deux rois, car il semble qu'elle avait eu aussi autrefois une courte liaison avec Louis Ier de Bavière. Il commanda d'ailleurs son portrait en 1828 pour sa galerie des Beautés.

## Quelques rôles
- Athanasie, dans Le Comte Beniovsky ou le serment du Kamtchatka d'August von Kotzebue
- Jeanne, dans La Pucelle d'Orléans de Friedrich Schiller
- Juliette, dans Roméo et Juliette de William Shakespeare
- Walpurgis, dans La Fille de l'orfèvre de Carl Loewe
- Edwige de Gildern, dans Le Bal d'Ellerbrunn de Carl Blum
- Mirandoline, dans Mirandoline de Goldoni
- Olga, dans Isidore et Olga d'Ernst Raupach
- La baronne von Holmbach, dans Les Eaux calmes sont profondes de Friedrich Ludwig Schröder
- Louise, dans Cabale et Amour, de Friedrich Schiller